# Alterspräsident
Der Alterspräsident ist in der Regel der an Lebensjahren älteste Teilnehmer einer Versammlung, insbesondere eines Parlaments. Seine hauptsächliche Funktion besteht darin, die erste Sitzung (Konstituierende Sitzung) des Gremiums so lange zu leiten, bis ein Vorsitzender oder Präsident gewählt worden ist. Bei seiner Amtsführung wird der Alterspräsident meistens durch die jüngsten Teilnehmer der Versammlung unterstützt, die als seine Beisitzer oder vorläufige Schriftführer amtieren.
Abweichend vom lebensältesten Mitglied kann der Alterspräsident auch das dienstälteste Mitglied sein, also das Mitglied mit der längsten (ununterbrochenen) Mitgliedschaft; dies ist beispielsweise beim Schweizer Nationalrat seit dem Jahr 2003 der Fall, beim Deutschen Bundestag seit 2017 und ebenso in den Landtagen von Sachsen-Anhalt und Schleswig-Holstein sowie seit 2025 in Thüringen.

## Deutschland

### Geschichte
Während der Weimarer Republik nutzten vor allem die Alterspräsidenten in politisch bewegten Zeiten ihr Amt zu agitatorischen Reden: Wilhelm Pfannkuch (SPD) als Alterspräsident der Verfassunggebenden deutschen Nationalversammlung am 6. Februar 1919, Clara Zetkin (KPD) als Alterspräsidentin des 6. Reichstages am 30. August 1932 und Karl Litzmann (NSDAP) als Alterspräsident des 7., letztmals vollständig frei gewählten Reichstages am 6. Dezember 1932. Gerade in der Zeit der Weimarer Republik waren die Eröffnungssitzungen oft von Tumulten überschattet, wenn Kommunisten oder Nationalsozialisten den Namensaufruf des Alterspräsidenten mit Rufen oder Rasseln störten. In der Eröffnungssitzung des 2. Reichstages am 27. Mai 1924 sangen die Kommunisten Die Internationale, die Abgeordneten der rechtsgerichteten Parteien antworteten mit dem Lied der Deutschen und der Alterspräsident Wilhelm Bock (SPD) setzte – als Zeichen, dass die Sitzung beendet war – seinen Zylinderhut auf und verließ den Raum. Erst in der 2. Sitzung am folgenden Tag konnte die Parlamentsarbeit mit der Wahl eines Präsidenten fortgesetzt werden.
Zur Zeit des Nationalsozialismus gab es keine Alterspräsidenten. Zu Beginn der konstituierenden Sitzung des 8. Reichstages am 21. März 1933 hatte der Präsident des vorherigen Reichstages Hermann Göring (NSDAP) bekanntgegeben, dass § 13 der Geschäftsordnung des Reichstages, der das Amt des Alterspräsidenten regelte, „außer Kraft gesetzt“ sei und der Reichstag daher entsprechend Artikel 27 der Reichsverfassung vom geschäftsführenden Präsidenten – also Göring selbst – eröffnet werde. Bei den konstituierenden Sitzungen der folgenden „uniformierten“, d. h. nur aus Abgeordneten der NSDAP und deren Gästen bestehenden Reichstage in den Jahren 1933, 1937 und 1939 wurde ebenfalls so verfahren.
In der Bundesrepublik Deutschland tritt der Alterspräsident des Deutschen Bundestages bei der Eröffnung der konstituierenden Sitzung in Erscheinung. Er hält traditionsgemäß die erste, programmatische Rede zu Beginn einer Wahlperiode. Ebenfalls traditionsgemäß wird diese Rede im Bulletin der Bundesregierung veröffentlicht. Die Rede von Stefan Heym, der für die SED-Nachfolgepartei PDS in den Bundestag eingezogen war und als Alterspräsident am 10. November 1994 die 13. Wahlperiode eröffnete, wurde zunächst nicht im Bulletin der damals von CDU, CSU und FDP getragenen Bundesregierung veröffentlicht; erst auf Druck der Opposition erfolgte dies am 27. März 1995.
Im Deutschen Bundestag gehört es wie zuvor im Reichstag der Weimarer Republik zur Tradition, dass sich der Alterspräsident zum Beginn der ersten Sitzung formal vergewissert, dass er das Amt zu Recht bekleidet. Dies geschah bis zur Konstituierung des 18. Bundestages 2013, indem der Alterspräsident sein Geburtsdatum nannte und fragte, ob sich unter den Mitgliedern des Hauses jemand befindet, der vor diesem Datum geboren wurde. Da dies normalerweise nicht der Fall war, fuhr er mit der Tagesordnung fort. Mit der Leitung der Wahl des Parlamentspräsidenten erschöpft sich das Amt des Alterspräsidenten, er übergibt danach den Vorsitz an den gewählten Präsidenten.

### Kontroverse um Änderung vom lebens- zum dienstältesten Abgeordneten
Im März 2017 schlug Bundestagspräsident Norbert Lammert (CDU) dem Ältestenrat des Deutschen Bundestages eine Änderung der Bundestags-Geschäftsordnung (GoBT) vor, wonach der Alterspräsident mit Beginn der 19. Wahlperiode im Herbst 2017 nach Dienstalter – also Dauer der Parlamentszugehörigkeit – statt nach Lebensalter bestimmt werden soll. Seiner Auffassung nach sei so sichergestellt, dass ein Abgeordneter mit „ausreichender einschlägiger Erfahrung“ den Beginn der konstituierenden Sitzung leitet. In den Medien wurde der Vorstoß einhellig als Versuch gewertet, die mögliche Alterspräsidentschaft eines Abgeordneten der Alternative für Deutschland zu verhindern, deren Einzug in den Bundestag bei der bevorstehenden Bundestagswahl bereits wahrscheinlich schien. Als wahrscheinliche Alterspräsidenten der 19. Wahlperiode galten zu diesem Zeitpunkt die AfD-Bundestagskandidaten Wilhelm von Gottberg (* 1940) oder Alexander Gauland (* 1941); nach der Änderung wäre voraussichtlich Wolfgang Schäuble (1942–2023) Alterspräsident geworden, weil er dem Bundestag seit 1972 angehörte.
Martin Trefzer, für die AfD im Berliner Abgeordnetenhaus, kritisierte die mögliche Neuregelung als systematische Benachteiligung ostdeutscher Parlamentarier: „Mit der geplanten Änderung der Geschäftsordnung würden ostdeutsche Abgeordnete de facto solange von der Wahrnehmung der Alterspräsidentschaft ausgeschlossen[,] bis der letzte westdeutsche Abgeordnete, der dem Hohen Haus bereits vor 1990 angehörte, den Bundestag verlassen hat“. 2025 war mit Gregor Gysi erstmals nach der Neuregelung ein Ostdeutscher Alterspräsident des Bundestages.
In der Plenarsitzung am 1. Juni 2017 verabschiedete der Bundestag die entsprechende Beschlussempfehlung des Ausschusses für Wahlprüfung, Immunität und Geschäftsordnung mit der Mehrheit von CDU/CSU und SPD. Die Fraktion der Linken enthielt sich, Bündnis 90/Grüne lehnten die Änderung ab und kritisierten sie durch Britta Haßelmann als „verschwiemelte Regelung“ einen Monat vor Ende der Legislaturperiode, die die Gefahr bedeute, „Märtyrerrollen oder Legendenbildung“ zu fördern. Von der jeweiligen Fraktionslinie abweichend äußerten sich in zu Protokoll gegebenen Reden die Abgeordneten Klaus Brähmig (CDU/CSU), der vor einer Änderung demokratischer Gepflogenheiten durch „Taschenspielertricks“ warnte, und die Linken-Abgeordnete Katrin Werner: Es sei zwar „unerträglich und ein Schlag ins Gesicht aller Opfer des Nationalsozialismus“, wenn von Gottberg, der den Holocaust als Mythos bezeichnet habe, Alterspräsident werde; eine Änderung der Geschäftsordnung sei aber der falsche Umgang damit.
Ob die Änderung der Geschäftsordnung durch den 18. Deutschen Bundestag überhaupt Wirkung für den nach der Bundestagswahl 2017 neu zusammentretenden 19. Deutschen Bundestag hätte, wurde bezweifelt. Der Deutsche Bundestag als Verfassungsorgan zeichnet sich durch das Prinzip der Diskontinuität aus. Dies wird am Wortlaut des Art. 39 Abs. 1 Satz 2 GG, der vom Zusammentritt des neuen Bundestages spricht, deutlich. Dies gilt ebenso für die Geschäftsordnung des jeweiligen Bundestages. Zwar normiert § 1 Abs. 2 GO-BT, wer (bisher der lebensälteste, nun dienstälteste) die konstituierende Sitzung des neuen Bundestages leiten soll, doch rein formal ist diese Regelung vor dem Beschluss einer Geschäftsordnung des neuen Bundestags für diesen noch nicht in Kraft.
Daher gehört es auch zu den ersten Aufgaben des Alterspräsidenten, eine zumindest für die Konstituierung geltende Geschäftsordnung beschließen zu lassen. Dass das für diese Schritte ebenso wie für die Wahl des eigentlichen Bundestagspräsidenten notwendige Amt eines vorläufigen Präsidenten bis dahin durch das lebensälteste Mitglied des Bundestages wahrgenommen wurde, folgte aus parlamentarischer Tradition, vorkonstitutionellem Verfassungsgewohnheitsrecht oder, gerade weil mangels Geschäftsordnung noch keine besonderen Anforderungen an diesen bestehen, durch stillschweigenden Beschluss. Ob eine Übertragung des Amtes des Alterspräsidenten überhaupt auf den dienstältesten Abgeordneten möglich wäre, war ebenfalls umstritten. Hierdurch würden neugewählte Abgeordnete gegenüber anderen benachteiligt und dadurch in ihrem freien Mandat aus Art. 38 GG verletzt. Eine verbindliche Regelung bedürfte nach Ansicht einiger Beobachter zumindest einer Verfassungsänderung.
Sophie Schönberger spricht in diesem Zusammenhang von einem kurzen Moment der Anarchie zwischen Zusammentritt und Beschluss einer Geschäftsordnung und weist darauf hin, dass ohne die Akzeptanz der bisherigen Tradition theoretisch jeder Abgeordnete zu Beginn der Sitzung nach vorne gehen könne.
Daher bleibt offen, wie sich möglicherweise konkurrierende Ansprüche des lebensältesten mit den Ansprüchen des dienstältesten Abgeordneten auf das Amt des Alterspräsidenten auflösen ließen. Eine abschließende Klärung könnte im Streitfall nur vorab durch das Bundesverfassungsgericht im Wege des Organstreitverfahrens nach Art. 93 Abs. 1 Nr. 1 GG, § 13 Nr. 5, §§ 63 ff. BVerfGG bzw. einer zu diesem Verfahren ergehenden einstweiligen Anordnung nach § 32 BVerfGG erfolgen.
Die Kontroverse um den Alterspräsidenten war auch Gegenstand der Rede von Bernd Baumann, die er am 24. Oktober 2017 als Erster Parlamentarischer Geschäftsführer für die AfD-Fraktion in der konstituierenden Sitzung des 19. Deutschen Bundestages gehalten hat. Er kritisierte dabei die Änderung der Geschäftsordnung durch den alten Bundestag scharf und verglich diese mit der Abschaffung des Alterspräsidenten im 8. Deutschen Reichstag 1933 durch Hermann Göring. Baumann behauptete in diesem Zusammenhang, dass Göring mit dieser Änderung Clara Zetkin als Alterspräsidentin verhindern und damit Andersdenkende ausgrenzen wollte. Für den Vergleich zur NS-Zeit und die gesamte Rede erntete Baumann Empörung und Kritik von den Abgeordneten der anderen Fraktionen.

### Revolutionszeit 1848–1850
Die Frankfurter Nationalversammlung von 1848/1849 trat zusammen, um eine Verfassung für einen gesamtdeutschen Nationalstaat zu vereinbaren.
- 18. Mai 1848: Friedrich Lang (1778–1859)

Das Erfurter Unionsparlament trat im März und April 1850 zusammen, um einen Verfassungsentwurf zu beraten und zu beschließen.
- 20. März 1850 im Staatenhaus: Friedrich Eichhorn (1779–1856)
- 20. März 1850 im Volkshaus: Leopold von Frankenberg und Ludwigsdorf (1785–1878)

### Norddeutscher Bund und Kaiserreich
Der Reichstag des Norddeutschen Bundes war das Parlament des Norddeutschen Bundes (1867–1870). Das Zollparlament umfasste sowohl die Abgeordneten aus Norddeutschland als auch die eigens dazugewählten Abgeordneten aus dem Süden.
- 25. Februar 1867 (konstituierender Reichstag): Leopold von Frankenberg und Ludwigsdorf (1785–1878)
- 10. September 1867 (ordentlicher Reichstag): Leopold von Frankenberg und Ludwigsdorf (1785–1878)
- 27. April 1867 (Zollparlament): Leopold von Frankenberg und Ludwigsdorf (1785–1878)

Im Jahr 1871 änderte der Staat seinen Namen in Deutsches Reich und der Reichstag wurde zum Reichstag des Deutschen Reiches. Von 1867 bis 1912 (Jahr der letzten Reichstagswahl vor der Revolution) fand die Eröffnungsfeier des Reichstags im Weißen Saal des Berliner Schlosses statt, in der der Monarch eine Ansprache hielt.
| Wahlperiode | Datum              | Alterspräsident                                     | Anmerkung                                                                           |
| ----------- | ------------------ | --------------------------------------------------- | ----------------------------------------------------------------------------------- |
| 01.         | 21. März 1871      | Leopold von Frankenberg und Ludwigsdorf (1785–1878) | konservativ                                                                         |
| 02.         | 05. Februar 1874   | Gustav von Bonin (1797–1878)                        | altliberal                                                                          |
| 03.         | 22. Februar 1877   | Gustav von Bonin (1797–1878)                        | altliberal                                                                          |
| 04.         | 09. September 1878 | Gustav von Bonin (1797–1878)                        | altliberal                                                                          |
| 05.         | 17. November 1881  | Helmuth Graf von Moltke (1800–1891)                 | konservativ, in Vertretung für den abwesenden Abgeordneten Jean Dollfus (1800–1887) |
| 06.         | 20. November 1884  | Helmuth Graf von Moltke (1800–1891)                 | konservativ, in Vertretung für den abwesenden Abgeordneten Jean Dollfus (1800–1887) |
| 07.         | 03. März 1887      | Helmuth Graf von Moltke (1800–1891)                 | konservativ                                                                         |
| 08.         | 06. Mai 1890       | Helmuth Graf von Moltke (1800–1891)                 | konservativ                                                                         |
| 09.         | 04. Juli 1893      | Christian Dieden (1810–1898)                        | Zentrum                                                                             |
| 10.         | 06. Dezember 1898  | Joseph Lingens (1818–1902)                          | Zentrum, in Vertretung für den abwesenden Abgeordneten Christian Dieden             |
| 11.         | 03. Dezember 1903  | Ulrich von Winterfeldt (1823–1908)                  | Deutschkonservative Partei                                                          |
| 12.         | 19. Februar 1907   | Ulrich von Winterfeldt (1823–1908)                  | Deutschkonservative Partei                                                          |
| 13.         | 07. Februar 1912:  | Albert Traeger (1830–1912)                          | Fortschrittliche Volkspartei                                                        |

### Weimarer Republik
| Wahlperiode                           | Datum             | Alterspräsident               | Partei  |
| ------------------------------------- | ----------------- | ----------------------------- | ------- |
| Verfassunggebende Nationalversammlung | 06. Februar 1919  | Wilhelm Pfannkuch (1841–1923) | SPD     |
| 01.                                   | 24. Juni 1920     | Heinrich Rieke (1843–1922)    | SPD     |
| 02.                                   | 27./28. Mai 1924  | Wilhelm Bock (1846–1931)      | SPD     |
| 03.                                   | 05. Januar 1925   | Wilhelm Bock (1846–1931)      | SPD     |
| 04.                                   | 13. Juni 1928     | Wilhelm Bock (1846–1931)      | SPD     |
| 05.                                   | 13. Oktober 1930  | Carl Herold (1848–1931)       | Zentrum |
| 06.                                   | 30. August 1932   | Clara Zetkin (1857–1933)      | KPD     |
| 07.                                   | 06. Dezember 1932 | Karl Litzmann (1850–1936)     | NSDAP   |

### Bundesrepublik Deutschland
Der Parlamentarische Rat erarbeitete 1948/1949 das Grundgesetz für die Bundesrepublik Deutschland. Die erste Sitzung am 1. September 1948 wurde von Alterspräsident Adolph Schönfelder (SPD) eröffnet, welcher dann die Sitzungsleitung an den nach der Eröffnung gewählten Präsidenten Konrad Adenauer übergab.
Der Deutsche Bundestag ist seit 1949 das Parlament der Bundesrepublik Deutschland. Ab der 19. Legislaturperiode ist nicht mehr der an Lebensjahren älteste Abgeordnete Alterspräsident, sondern das Parlamentsmitglied, das am längsten Mitglied des Bundestags ist.
Für den Fall, dass sowohl der Präsident als auch die Vizepräsidenten verhindert sind, sieht die Geschäftsordnung des Deutschen Bundestages vor, dass der Alterspräsident die Sitzungsleitung übernimmt.
| Wahlperiode | Datum der konstituierenden Sitzung | Alterspräsident        | Lebensdaten          | Fraktion  | Anmerkung |
| ----------- | ---------------------------------- | ---------------------- | -------------------- | --------- | --- |
| 01.         | 7. September 1949                  | Paul Löbe              | 1875–1967            | SPD       | Präsident des Reichstages a. D. |
| 02.         | 6. Oktober 1953                    | Marie-Elisabeth Lüders | 1878–1966            | FDP       | anstatt des Abgeordneten und geschäftsführenden Bundeskanzlers Konrad Adenauer (1876–1967, CDU) |
| 03.         | 15. Oktober 1957                   | Marie-Elisabeth Lüders | 1878–1966            | FDP       | anstatt des Abgeordneten und geschäftsführenden Bundeskanzlers Konrad Adenauer (1876–1967, CDU) |
| 04.         | 17. Oktober 1961                   | Robert Pferdmenges     | 1880–1962            | CDU/CSU   | anstatt des Abgeordneten und geschäftsführenden Bundeskanzlers Konrad Adenauer (1876–1967, CDU) |
| 05.         | 19. Oktober 1965                   | Konrad Adenauer        | 1876–1967            | CDU/CSU   | Bundeskanzler a. D. |
| 06.         | 20. Oktober 1969                   | William Borm           | 1895–1987            | FDP       | |
| 07.         | 13. Dezember 1972                  | Ludwig Erhard          | 1897–1977            | CDU/CSU   | Bundeskanzler a. D. |
| 08.         | 14. Dezember 1976                  | Ludwig Erhard          | 1897–1977            | CDU/CSU   | Bundeskanzler a. D. |
| 09.         | 4. November 1980                   | Herbert Wehner         | 1906–1990            | SPD       | Vorsitzender der SPD-Bundestagsfraktion |
| 10.         | 29. März 1983                      | Willy Brandt           | 1913–1992            | SPD       | Bundeskanzler a. D., anstatt des Abgeordneten und Bundesministers a. D. Egon Franke (1913–1995, SPD), der auf das Amt verzichtete                                                                  |
| 11.         | 18. Februar 1987                   | Willy Brandt           | 1913–1992            | SPD       | Bundeskanzler a. D. |
| 12.         | 20. Dezember 1990                  | Willy Brandt           | 1913–1992            | SPD       | Bundeskanzler a. D. |
| 13.         | 10. November 1994                  | Stefan Heym            | 1913–2001            | PDS       | |
| 14.         | 26. Oktober 1998                   | Fred Gebhardt          | 1928–2000            | PDS       | |
| 15.         | 17. Oktober 2002                   | Otto Schily            | * 1932               | SPD       | geschäftsführender Bundesminister des Innern |
| 16.         | 18. Oktober 2005                   | Otto Schily            | * 1932               | SPD       | geschäftsführender Bundesminister des Innern |
| 17.         | 27. Oktober 2009                   | Heinz Riesenhuber      | * 1935               | CDU/CSU   | Bundesminister a. D. |
| 18.         | 22. Oktober 2013                   | Heinz Riesenhuber      | * 1935               | CDU/CSU   | Bundesminister a. D. |
| Wahlperiode | Datum der konstituierenden Sitzung | Alterspräsident        | Dauer MdB            | Fraktion  | Anmerkung |
| 19.         | 24. Oktober 2017                   | Hermann Otto Solms     | 1980–2013, 2017–2021 | FDP       | anstatt des Abgeordneten und geschäftsführenden Bundesministers der Finanzen Wolfgang Schäuble (CDU), der als designierter Präsident des Bundestags auf das Amt des Alterspräsidenten verzichtete. |
| 20.         | 26. Oktober 2021                   | Wolfgang Schäuble      | 1972–2023            | CDU/CSU   | Bundesminister a. D., Präsident des Deutschen Bundestages a. D. |
| 21.         | 25. März 2025                      | Gregor Gysi            | 1990–2002, seit 2005 | Die Linke | |

Der Bundesrat bildet seit 1949 die Vertretung der deutschen Länder. Als kontinuierliches Organ hat es im Gegensatz zum Deutschen Bundestag als diskontinuierliches Organ keine Wahlperioden. Alterspräsidenten traten im Bundesrat deshalb nur zweimal in Erscheinung: In der konstituierenden Sitzung am 7. September 1949 und in der 20. Sitzung am 12. Mai 1950. In dieser Sitzung waren weder der Präsident des Bundesrates noch dessen Vizepräsidenten anwesend und auch sonst kein Regierungschef eines Landes. Da dieser Fall in der Geschäftsordnung nicht vorgesehen war und es noch keine anderen Gepflogenheiten gab, übernahm mit Zustimmung des Plenums der älteste Teilnehmer die Leitung der Sitzung.
- 1. Sitzung (7. September 1949): Johannes Büll (1878–1970), FDP, Senator, Präses der Baubehörde der Freien und Hansestadt Hamburg
- 20. Sitzung (12. Mai 1950): Hermann Fecht (1880–1952), CDU, Minister der Justiz des Landes Baden

### Deutsche Demokratische Republik
Die Volkskammer war das Parlament der Deutschen Demokratischen Republik.
| Wahlperiode  | Datum             | Alterspräsident/in                       | Fraktion | Anmerkung                                                                                  |
| ------------ | ----------------- | ---------------------------------------- | -------- | ------------------------------------------------------------------------------------------ |
| Provisorisch | 7. Oktober 1949   | Wilhelm Pieck (1876–1960)                | SED      | leitete die erste Sitzung in seiner Eigenschaft als Vorsitzender des Deutschen Volksrates  |
| 01.          | 8. November 1950  | Otto Buchwitz (1879–1964)                | SED      |                                                                                            |
| 02.          | 16. November 1954 | Otto Buchwitz (1879–1964)                | SED      |                                                                                            |
| 03.          | 3. Dezember 1958  | Otto Buchwitz (1879–1964)                | SED      |                                                                                            |
| 04.          | 13. November 1963 | Otto Buchwitz (1879–1964)                | SED      |                                                                                            |
| 05.          | 13. Juli 1967     | Otto Krauss (1884–1971)                  | LDPD     |                                                                                            |
| 06.          | 26. November 1971 | Wilhelmine Schirmer-Pröscher (1889–1992) | DFD/LDPD |                                                                                            |
| 07.          | 29. Oktober 1976  | Wilhelmine Schirmer-Pröscher (1889–1992) | DFD/LDPD |                                                                                            |
| 08.          | 25. Juni 1981     | Wilhelmine Schirmer-Pröscher (1889–1992) | DFD/LDPD |                                                                                            |
| 09.          | 16. Juni 1986     | Wilhelmine Schirmer-Pröscher (1889–1992) | DFD/LDPD |                                                                                            |
| 09.          | 13. November 1989 | Hans Jendretzky (1897–1992)              | FDGB/SED | nach Rücktritt des Präsidiums, anstatt der Abgeordneten Schirmer-Pröscher, die verzichtete |
| 10.          | 5. April 1990     | Lothar Piche (1926–2018)                 | DSU      |                                                                                            |

Die Länderkammer der DDR war die Vertretung der bis 1952 bestehenden Länder der DDR. Nach der Ablösung der Länder durch Bezirke wurden die Abgeordneten von den Bezirkstagen gestellt; 1958 wurde die Länderkammer schließlich aufgelöst.
| Wahlperiode  | Datum             | Alterspräsident            | Fraktion |
| ------------ | ----------------- | -------------------------- | -------- |
| Provisorisch | 11. Oktober 1949  | August Frölich (1877–1966) | SED      |
| 01.          | 9. November 1950  | August Frölich (1877–1966) | SED      |
| 02.          | 29. November 1954 | August Frölich (1877–1966) | SED      |
| 03.          | 10. Dezember 1958 | August Frölich (1877–1966) | SED      |

### Landesparlamente
| Volksvertretung                  | Alterspräsident/-in     | Jahr | Fraktion | Fraktion              |
| -------------------------------- | ----------------------- | ---- | -------- | --------------------- |
| Landtag von Baden-Württemberg    | Winfried Kretschmann    | 2021 |          | Bündnis 90/Die Grünen |
| Bayerischer Landtag              | Paul Knoblach           | 2023 |          | Bündnis 90/Die Grünen |
| Abgeordnetenhaus von Berlin      | Kurt Wansner            | 2021 |          | CDU                   |
| Landtag Brandenburg              | Reinhard Simon          | 2024 |          | BSW                   |
| Bremische Bürgerschaft           | Frank Imhoff a          | 2023 |          | CDU                   |
| Hamburgische Bürgerschaft        | Ralf Niedmers b         | 2025 |          | CDU                   |
| Hessischer Landtag               | Bernd-Erich Vohl        | 2024 |          | AfD                   |
| Landtag Mecklenburg-Vorpommern   | Horst Förster           | 2021 |          | AfD                   |
| Niedersächsischer Landtag        | Jozef Rakicky           | 2022 |          | AfD                   |
| Landtag Nordrhein-Westfalen      | Herbert Reul            | 2022 |          | CDU                   |
| Landtag Rheinland-Pfalz          | Cornelia Willius-Senzer | 2021 |          | FDP                   |
| Landtag des Saarlandes           | Josef Dörr              | 2022 |          | AfD                   |
| Sächsischer Landtag              | Wolf-Dietrich Rost      | 2024 |          | CDU                   |
| Landtag von Sachsen-Anhalt       | Detlef Gürth b          | 2021 |          | CDU                   |
| Schleswig-Holsteinischer Landtag | Peter Lehnert b         | 2022 |          | CDU                   |
| Thüringer Landtag                | Jürgen Treutler         | 2024 |          | AfD                   |

## Schweiz

### Nationalrat
Der Nationalrat ist die große Kammer des Parlaments der Schweiz. Als Alterspräsident gilt hier seit 2003 nicht mehr das lebensälteste Mitglied, sondern jenes mit der längsten Mitgliedschaft. Die entsprechende Änderung im Geschäftsreglement des Nationalrates wurde beschlossen, weil es zuvor gelegentlich der Fall war, dass das älteste Mitglied erstmals in den Nationalrat gewählt wurde und daher über keine Erfahrung im Parlamentsbetrieb verfügte.
Aufgrund dieser Änderung war Paul Rechsteiner im Jahr 2007 mit 55 Jahren der jüngste Alterspräsident in der Geschichte des Nationalrates.
| Jahr | Alterspräsident/in    | Partei                   | Kanton           |
| ---- | --------------------- | ------------------------ | ---------------- |
| 1848 | Georg Joseph Sidler   | Liberale                 | Zürich           |
| 1851 | Georg Joseph Sidler   | Liberale                 | Zürich           |
| 1854 | Georg Joseph Sidler   | Liberale                 | Zürich           |
| 1857 | Georg Joseph Sidler   | Liberale                 | Zürich           |
| 1860 | Georg Joseph Sidler   | Liberale                 | Zürich           |
| 1863 | Xavier Stockmar       | Liberale                 | Bern             |
| 1866 | Anton Hunkeler        | Liberale                 | Luzern           |
| 1869 | Friedrich Frey-Herosé | Radikale                 | Aargau           |
| 1872 | Johann Jakob Stehlin  | Liberale                 | Basel-Stadt      |
| 1875 | Peter Suter           | Radikale                 | Aargau           |
| 1878 | Peter Suter           | Radikale                 | Aargau           |
| 1881 | Friedrich Seiler      | Radikale                 | Bern             |
| 1884 | Josef Vonmatt         | Liberale                 | Luzern           |
| 1887 | Josef Vonmatt         | Liberale                 | Luzern           |
| 1890 | Josef Vonmatt         | Liberale                 | Luzern           |
| 1893 | Josef Vonmatt         | Liberale                 | Luzern           |
| 1896 | Louis de Wuilleret    | Katholisch-Konservative  | Freiburg         |
| 1899 | Wilhelm Joos          | Demokraten               | Schaffhausen     |
| 1902 | Nicolaus Benziger     | Katholisch-Konservative  | Schwyz           |
| 1905 | Eduard Bähler         | Radikale                 | Bern             |
| 1908 | Constant Dinichert    | Radikale                 | Freiburg         |
| 1911 | Johann Jakob Abegg    | Liberale                 | Zürich           |
| 1914 | Henri Fazy            | Radikale                 | Genf             |
| 1917 | Henri Fazy            | Radikale                 | Genf             |
| 1919 | Herman Greulich       | SP                       | Zürich           |
| 1922 | Herman Greulich       | SP                       | Zürich           |
| 1925 | Carl Eigenmann        | BGB                      | Thurgau          |
| 1928 | Carl Eigenmann        | BGB                      | Thurgau          |
| 1931 | Alfons von Streng     | Konservative Volkspartei | Thurgau          |
| 1935 | Heinrich Walther      | Konservative Volkspartei | Luzern           |
| 1939 | Heinrich Walther      | Konservative Volkspartei | Luzern           |
| 1943 | Jules-Edouard Gottret | Konservative Volkspartei | Luzern           |
| 1947 | Albert Oeri           | Liberale                 | Basel-Stadt      |
| 1951 | Louis-Samuel Roulet   | Konservative Volkspartei | Waadt            |
| 1955 | Paul Zigerli          | DP                       | Zürich           |
| 1959 | Karl Dellberg         | SP                       | Wallis           |
| 1963 | Karl Dellberg         | SP                       | Wallis           |
| 1967 | Karl Dellberg         | SP                       | Wallis           |
| 1971 | Eduard von Waldkirch  | Republikaner             | Bern             |
| 1975 | Heinrich Staehelin    | LdU                      | Aargau           |
| 1979 | Jean Vincent          | PdA                      | Genf             |
| 1983 | Mario Soldini         | NA                       | Genf             |
| 1987 | Fritz Meier           | NA                       | Zürich           |
| 1991 | Helmut Hubacher       | SP                       | Basel-Stadt      |
| 1995 | Helmut Hubacher       | SP                       | Basel-Stadt      |
| 1999 | Jacques Neirynck      | CVP                      | Waadt            |
| 2003 | Christoph Blocher     | SVP                      | Zürich           |
| 2007 | Paul Rechsteiner      | SP                       | St. Gallen       |
| 2011 | Paul Rechsteiner      | SP                       | St. Gallen       |
| 2015 | Luzi Stamm            | SVP                      | Aargau           |
| 2019 | Maya Graf             | Grüne                    | Basel-Landschaft |
| 2023 | Gerhard Pfister       | Mitte                    | Zug              |

### Ständerat
Im Schweizer Ständerat amtierte ein Alterspräsident nur bei der ersten Sitzung 1848. Seitdem tagt diese Parlamentskammer ohne Gesamterneuerungswahlen oder Legislaturperioden, sodass das Amt des Alterspräsidenten nicht notwendig ist.
- 1848: Jean-Joseph Page (Radikale, Freiburg)

## Österreich
Der Nationalrat der Republik Österreich kennt die Funktion des Alterspräsidenten nicht; stattdessen eröffnet der Präsident des vorherigen Nationalrates die Sitzung und führt bis zur Wahl des neuen Präsidenten den Vorsitz. Dies auch dann, wenn er dem neu gewählten Nationalrat nicht angehört. In dem bis 1918 bestehenden Abgeordnetenhaus des österreichischen Reichsrates war hingegen die Funktion des Alterspräsidenten noch üblich.

### Abgeordnetenhaus
Das Abgeordnetenhaus war von 1867 bis 1918 die Volksvertretung in Österreich. Der Präsident wurde nur für die laufende Session (Sitzungsperiode innerhalb einer Legislaturperiode) gewählt, deren Länge variierte. Nach dem erneuten Zusammentritt des Abgeordnetenhauses zu Beginn der nächsten Session in der gleichen Legislaturperiode hatte deswegen zunächst wieder der Alterspräsident den Tagungsvorsitz inne.
- 15. September 1870: Karl Freiherr von Pascotini
- 27. Dezember 1871: Karl Freiherr von Pascotini
- 4. November 1873: Christian Ritter d’Elvert
- 7. Oktober 1879: Nicolò Negrelli (Tirol)
- 22. September 1885: Kajetan Posselt (Böhmen)
- 9. April 1891: Franciszek Smolka
- 27. März 1897: Emanuel Proskowetz
- 23. September 1897: Ivan Zurkan
- 21. März 1898: Ivan Zurkan
- 26. September 1898: Ivan Zurkan
- 18. Oktober 1899: Ivan Zurkan
- 31. Januar 1901: Ferdinand Weigel
- 17. Juni 1907: Alois Funke
- 10. März 1909: Alois Funke
- 20. Oktober 1909: Alois Funke
- 17. Juli 1911: Viktor Freiherr von Fuchs
- 30. Mai 1917: Viktor Freiherr von Fuchs

## Niederlande
In den Niederlanden gibt es einen Alterspräsidenten in diesem Sinne nicht. Die Geschäftsordnung der Zweiten Kammer der Generalstaaten sieht vor, dass in der letzten Sitzung der alten Legislaturperiode der Entwurf einer Stellenbeschreibung für einen Kammervorsitzenden angenommen wird (Kapitel III, Artikel 4). In der Sitzung der neuen Legislaturperiode entscheidet die Kammer über den Entwurf. Danach werden Kandidaten dazu aufgerufen, sich vorzustellen, und es finden die entsprechenden Wahlgänge statt.
Geleitet wird die erste Sitzung der neuen Legislaturperiode vom vorläufigen Vorsitzenden (tijdelijk Voorzitter). Das ist in der Regel der Kammervorsitzende der alten Legislaturperiode. Sollte dieser abwesend sein (etwa, weil er nicht wiedergewählt wurde), kommen in dieser Reihenfolge zum Zuge:
- der nächstfrühere Kammervorsitzende
- der zuletzt abgetretene stellvertretende Vorsitzende
- wenn es mehrere zuletzt stellvertretende Vorsitzende gibt, die gleichzeitig abgetreten sind: mit Berücksichtigung ihres Ranges innerhalb des Präsidiums (der Rang wird laut Artikel 5 der Geschäftsordnung durch den Zeitpunkt der Ernennung bestimmt)
- das dienstälteste Kammermitglied
- bei gleichem Dienstalter das davon an Jahren ältere Kammermitglied.

## Vereinigtes Königreich von Großbritannien und Nordirland
Im Vereinigten Königreich und den ehemaligen Staaten des Britischen Weltreiches kommt im Parlament dem Father of the House eine dem Alterspräsidenten entsprechende Rolle zu. Dabei handelt es sich um das am längsten ununterbrochen der Versammlung angehörende Mitglied.

## Vereinigte Staaten
Im US-Repräsentantenhaus gibt es die Rolle des Dean of the United States House of Representatives, welcher dessen dienstältestes Mitglied ist. Dieser nimmt jedoch lediglich die Vereidigung des neu gewählten Speakers vor; die Sitzung wird bis dahin vom Clerk (einem Beamten) geleitet.

## Europäische Union
Das Europäische Parlament besteht seit 1952 als Parlament der Europäischen Union und ihrer Vorläufer. Seit 1979 wird seine Zusammensetzung von den Wahlberechtigten der Mitgliedsstaaten in direkter Wahl für eine fünfjährige Wahlperiode bestimmt.
Traditionell wählt das Europäische Parlament in einer Wahlperiode zweimal seinen Präsidenten: Das erste Mal zu Beginn und das zweite Mal etwa in der Mitte einer Wahlperiode. Zu beiden Anlässen amtierte der Alterspräsident als Sitzungs- und Wahlleiter, bevor er den Vorsitz an den gewählten Präsidenten übergab. Ab der 7. Wahlperiode (beginnend am 14. Juli 2009) ist das Amt des Alterspräsidenten als lebensältestem Mitglied abgeschafft. Stattdessen wird die konstituierende Sitzung und Wahl des neuen Präsidenten vom scheidenden Präsidenten oder einem scheidenden Vizepräsidenten geleitet; wenn diese verhindert sind, hat das Mitglied mit der längsten Zugehörigkeit zum Europäischen Parlament den Vorsitz inne.
| Wahlperiode | Datum                | Alterspräsident/in                     | Fraktion           | Staat        | Anmerkung |
| ----------- | -------------------- | -------------------------------------- | ------------------ | ------------ | --- |
| 01.         | 1979                 | Louise Weiss (1893–1983)               | EVP                | Frankreich   | |
| 01.         | 1982                 | Louise Weiss (1893–1983)               | EVP                | Frankreich   | |
| 02.         | 1984                 | Jacqueline Thome-Patenôtre (1906–1995) | RDE                | Frankreich   | anstatt des erkrankten Abgeordneten Nikolaos Gazis |
| 02.         | 1987                 | Nikolaos Gazis (1903–1996)             | S                  | Griechenland | |
| 03.         | 1989                 | Claude Autant-Lara (1901–2000)         | Europäische Rechte | Frankreich   | |
| 03.         | 1992                 | Bruno Visentini (1914–1995)            | ELDR               | Italien      | statt Otto von Habsburg, der eine Übernahme ablehnte, weil nach dem Skandal um Autant-Lara die Alterspräsidenten keine Eröffnungsansprache mehr halten durften |
| 04.         | 19. Juli 1994        | Vassilis Ephremidis (1915–2000)        | GUE/NGL            | Griechenland | statt Otto von Habsburg, siehe oben. |
| 04.         | 13./14. Januar 1997  | Otto von Habsburg (1912–2011)          | EVP                | Deutschland  | mit einer Eröffnungsansprache |
| 05.         | 20. Juli 1999        | Giorgio Napolitano (1925–2023)         | SPE                | Italien      | anstatt des Abgeordneten Mário Soares, der für das Amt des Präsidenten kandidierte                                                                             |
| 05.         | 14./15. Januar 2002: | Mário Soares (1924–2017)               | SPE                | Italien      | |
| 06.         | 20. Juli 2004        | Giovanni Berlinguer (1924–2015)        | SPE                | Italien      | |
| 06.         | 16. Januar 2007      | Giovanni Berlinguer (1924–2015)        | SPE                | Italien      | |

## Belege
1. ↑  Thüringer Landtag ändert Regeln zur Wahl des Alterspräsidenten. In: MDR.DE. 7. März 2025, abgerufen am 22. März 2025.
2. ↑  Thomas Mergel: Parlamentarische Kultur in der Weimarer Republik. Politische Kommunikation, symbolische Politik und Öffentlichkeit im Reichstag (= Beiträge zur Geschichte des Parlamentarismus und der politischen Parteien. Band 135). Düsseldorf Droste 2002, ISBN 3-7700-5249-8, S. 141/142.
3. 1 2  Änderung der Geschäftsordnung (§ 13, Alterspräsident); Wahl des Präsidiums. In: Verhandlungen des Reichstags, VIII. Wahlperiode 1933, Band 457, Stenographische Berichte, Anlagen zu den Stenographischen Berichten, Sach- und Sprechregister. 21. März 1933, S. 15–16, abgerufen am 31. Oktober 2017.
4. ↑  (§ 1 Abs. 2 der Geschäftsordnung des Deutschen Bundestages – GO-BT): In der ersten Sitzung des Bundestages führt das an Jahren älteste oder, wenn es ablehnt, das nächstälteste Mitglied des Bundestages den Vorsitz, bis der neugewählte Präsident oder einer seiner Stellvertreter das Amt übernimmt.
5. ↑  Konstituierende Sitzung des 13. Deutschen Bundestages – Ansprache des Alterspräsidenten. In: Bulletin 24-95. Presse- und Informationsamt der Bundesregierung, 27. März 1995, abgerufen am 7. Januar 2017.
6. ↑  Lammert schlägt vor: Alterspräsident des Bundestages soll künftig nach „Dienstalter“ bestimmt werden. In: Pressemitteilung. Deutscher Bundestag, 23. März 2017, abgerufen am 31. März 2017.
7. ↑  So könnte Lammert Gauland verhindern. In: Spiegel Online. 23. März 2017, abgerufen am 31. März 2017.
8. ↑  Dietmar Neuerer: Diese Bundestags-Initiative richtet sich gegen die AfD. In: Handelsblatt.com. Handelsblatt GmbH, 24. März 2017, archiviert vom Original (nicht mehr online verfügbar) am 27. März 2017; abgerufen am 31. März 2017.
9. ↑  AfD wehrt sich gegen Lammerts Alterspräsidenten-Kniff. In: Die Welt. WeltN24 GmbH, 24. März 2017, abgerufen am 31. März 2017.
10. ↑  Nicht wegen der AfD. In: Sächsische Zeitung. 2. April 2017, abgerufen am 15. Juni 2018.
11. ↑  Deutscher Bundestag: Drucksache 18/12376 (PDF; 207 kB) vom 17. Mai 2017.
12. ↑  Marcel Fürstenau: Alterspräsident: Mit Trick 17 gegen einen 77-Jährigen. In: Deutsche Welle online, 1. Juni 2017.
13. ↑  Deutscher Bundestag: Drucksache 18/237 (PDF; 3,9 MB), Plenarprotokoll vom 1. Juni 2017, S. 24169 ff.
14. ↑  Deutscher Bundestag: Drucksache 18/237 (PDF; 3,9 MB), Plenarprotokoll vom 1. Juni 2017, Anlage 17, S. 24242.
15. 1 2 3  Bundestag: Alterspräsident: Beschluss "reine Symbolpolitik". In: heute.de. Archiviert vom Original (nicht mehr online verfügbar) am 5. Juli 2017; abgerufen am 27. Juni 2017.
16. ↑  Thomas Schwerin: Der Deutsche Bundestag als Geschäftsordnungsgeber. Reichweite, Form und Funktion des Selbstorganisationsrechts nach Art. 40 Abs. 1 S. 2 GG. In: Werner Kaltenfleiter, Ulrich Karpen, Wolfgang Zeh (Hrsg.): Beiträge zum Parlamentsrecht. Band 44. Duncker & Humblot, Berlin 1998, S. 241 ff.
17. ↑  Gerald Kretschmer: Grundgesetz Kommentar. Hrsg.: Schmidt-Bleibtreu, Hofmann, Hopfau. 11. Auflage. Carl Heymanns Verlag, Köln, München 2008, ISBN 978-3-452-26782-5, Art. 40, Rn. 30.
18. ↑  Änderung des § 1 GO-BT vom 25. Juni 2017
19. 1 2  Hans-Achim Roll: Geschäftsordnung des Deutschen Bundestages. Kommentar. Nomos, Baden-Baden 2001, § 1, Rn. 2..
20. ↑  Gerald Kretschmer: Grundgesetz Kommentar. Hrsg.: Schmidt-Bleibtreu, Hofmann, Hopfauf. 11. Auflage. Carl Heymanns Verlag, Köln, München 2008, ISBN 978-3-452-26782-5, Art. 39, Rn. 21..
21. 1 2  Heinrich Wilhelm Klopp: Das Amt des Alterspräsidenten im Deutschen Bundestag. Historische Entwicklung, Bestellung, Befugnisse und Rechtsstellung einer Institution des deutschen Parlamentarismus. In: Ulrich Karpen, Heinrich Oberreuter, Wolfgang Zeh (Hrsg.): Beiträge zum Parlamentsrecht. Band 48. Duncker & Humblot, Berlin 2001, S. 173.
22. ↑  Thomas Schwerin: Der Deutsche Bundestags als Geschäftsordnungsgeber. In: Werner Kaltenfleiter, Ulrich Karpen, Wolfgang Zeh (Hrsg.): Beiträge zum Parlamentsrecht. Band 44. Duncker & Humblot, Berlin 1998, S. 246.
23. ↑  Steht die „Lex AfD“ wirklich in Nazi-Tradition? In: Frankfurter Allgemeine Zeitung. 24. Oktober 2017.
24. ↑  Bundestag: 4.7 Alterspräsidenten. (PDF) 26. Oktober 2021, abgerufen am 22. November 2024.
25. ↑  Bundestag: Große Koalition will Regeln für Alterspräsidenten ändern. In: Der Spiegel. 28. März 2017, ISSN 2195-1349 (spiegel.de [abgerufen am 22. November 2024]).
26. ↑  § 8 BTGO 1980 - Einzelnorm. Abgerufen am 25. Dezember 2024.
27. ↑  Erhard, Mitglied der Unionsfraktion, war möglicherweise nie offiziell Mitglied der CDU gewesen.
28. ↑  Heym, Mitglied der PDS-Gruppe, erhielt als Parteiloser ein Direktmandat für die PDS.
29. ↑  Gebhardt, Mitglied der PDS-Fraktion, war als Parteiloser für die PDS gewählt worden.
30. ↑  Neu gewählter Bundestag konstituiert sich am 25. März. Deutscher Bundestag, 6. März 2025, abgerufen am 7. März 2025.
31. ↑  Mitteilungen. (PDF; 2,5 MB) In: Bundesrat, Sitzungsbericht Nr. 20/1950. Bundesrat, 12. Mai 1950, S. 326, abgerufen am 7. Januar 2017.
32. ↑  Art. 2: Alterspräsidentin oder Alterspräsident. In: Geschäftsreglement des Nationalrates (GRN). Nationalrat, 4. Dezember 2023, abgerufen am 28. April 2024.
33. ↑  Artikel 14: Vorläufiger Vorsitz. In: Geschäftsordnung des Europäischen Parlaments. Europäisches Parlament, 28. September 2015, abgerufen am 7. Januar 2017.
34. ↑  Speech by Mrs Nicole Fontaine, President of the European Parliament: Inauguration of the Louise Weiss Building, with M. Jacques Chirac, President of the French Republic. In: The President of the European Parliament: Speeches. Europäisches Parlament, 14. Dezember 1999, archiviert vom Original (nicht mehr online verfügbar) am 22. Januar 2008; abgerufen am 7. Januar 2017.
35. ↑  Benedikt Brunner: Der Alterspräsident. Ein Konstituierungsreglement und seine Alternativen. Wiesbaden 2011, S. 145–147.